# Alexander Morrison

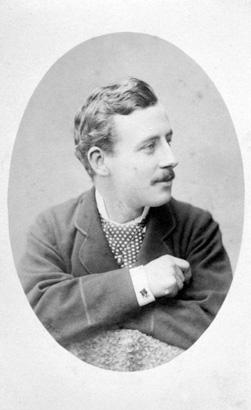
Alexander Morrison, 1876

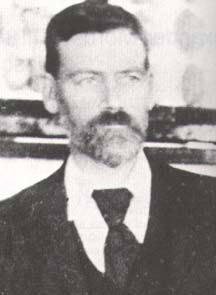
Alexander Morrison in mittlerem Alter

Alexander Morrison (* 15. März 1849; † 7. Dezember 1913) war der erste staatliche Botaniker von Western Australia. Sein offizielles botanisches Autorenkürzel lautet „Morrison“.

## Leben und Wirken
Geboren im westlichen Dalmeny, Schottland, begann er sein Medizinstudium in Edinburgh. Seine schlechte gesundheitliche Verfassung veranlasste ihn, das Studium abzubrechen und nach Australien zu reisen. Er verbrachte dort zwei Jahre in Melbourne, bevor er nach Edinburgh zurückkehrte und seinen Abschluss nachholte. Danach setzte er seine Studien noch in Glasgow, Würzburg und Wien fort.
1877 kehrte er als Stabsarzt auf einem Migrantenschiff nach Australien zurück, wo er in Melbourne 15 Jahre lang als Arzt tätig war, seine schlechte Gesundheit veranlasste ihn allerdings ein zweites Mal zu Reisen. Er besuchte die südlichen Ozeane und verbrachte einige Zeit auf den neuen Hebriden, heute Vanuatu, wo er 1896 Pflanzen für Ferdinand von Mueller sammelte.
Nach seiner Rückkehr nach Australien, wurde er 1897 zum ersten staatlichen Botaniker von Western Australia ernannt, eine Position, die er bis 1906 bekleidete. Er verfasste nur wenige wissenschaftliche Abhandlungen, diese allerdings von hoher Qualität. Die von ihm veröffentlichten Pflanzentaxa beinhalten unter anderem Acacia densiflora, Acacia longispinea, Angianthus acrohyalinus, Calandrinia creethae, Calandrinia schistorhiza, Drosera bulbigena, Drosera occidentalis, und Indigofera boviperda. Er sammelte zahlreiche Exemplare und kultivierte sie, darunter auch Eucalyptus ebbanoensis und E. platycorys.
Morrison zog sich 1906 zurück, um wieder als Arzt zu praktizieren. 1912 wurde er zum Assistenzbotaniker von Alfred Ewart am National Herbarium of Victoria. Er starb in Cheltenham im darauffolgenden Jahr. Sein Herbarium vermachte er der Edinburgh University, seine Bibliothek der University of Tasmania und sein Anwesen der University of Melbourne.
Der Alexander-Morrison-Nationalpark ist nach ihm benannt.

## Nachweise
- Norman Hall: Botanists of the Eucalypts. Commonwealth Scientific and Industrial Research Organization, Australia 1978, ISBN 0-643-00271-5.
- Morrison, Alexander (1849 - 1913). In: International Plant Names Index (IPNI). Abgerufen am 30. März 2007.
- Morrison, Alexander (1849 - 1913). Australian National Botanic Gardens, abgerufen am 30. März 2007.